# メイト (ソマリランド)
メイト (Maydh, Mait, Meit) はソマリランドのサナーグ地域にある古い港町。

## 歴史

### 古代
メイトからヘイスにかけての海岸には、紀元前2000年から1500年のものとみられる巨石遺跡がいくつも残されている。
オーガスタス・ヘンリー・キーンの1920年の著書によれば、メイトはソマリ人の発祥の地の一つだった。当時の調査によれば、ソマリ人は自分たちの神話的な祖先がこの地区に埋葬されていると信じていた。

### 中世
メイト市は、現在のソマリランドの主要氏族であるイサックの祖先、イサック・ビン・アフメドが12世紀か13世紀にアラビア半島から渡ってきて住んだ地とされている。この地にはイサック・ビン・アフメドの墓がある。このような遺跡はソマリランド各地にあるが、現時点では調査が不十分である。

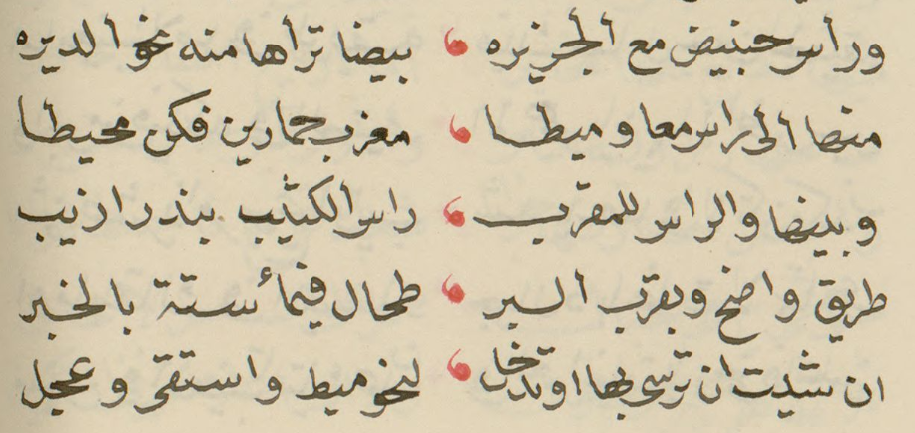
イブン・マージドによるメイトの記録

15世紀のアラブの探検家イブン・マージドが、メイトを含むソマリア北岸各地の記述を残している。
ポルトガルの航海士、ドゥアルテ・バルボサは16世紀の著作でソマリア沿岸の報告をしており、メイト（Met）については畜産は盛んであるが交易は少ないと記している。このことから、当時のメイトが礼拝地の一つであったと考えられる。

### 近代

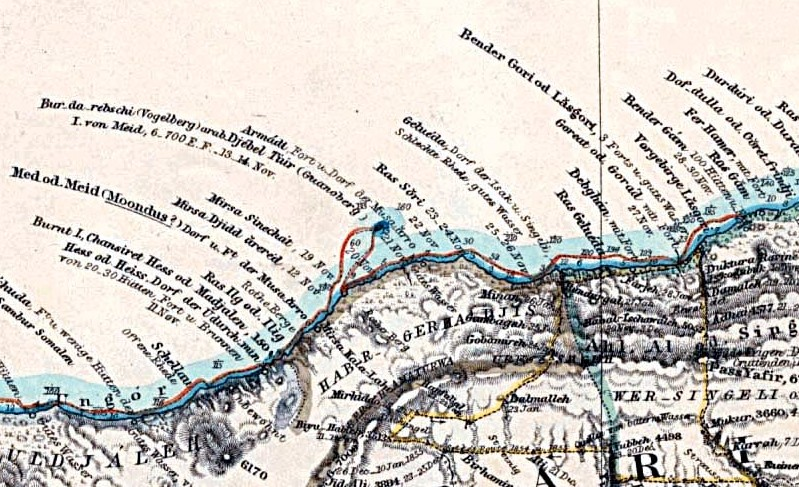
ダーロ山とハバル・ガーハジス氏族居住地を示す1860年の地図。メイトも図示されている。

19世紀の終わり、メイトは近隣の地区と合わせてイギリスの保護領（イギリス領ソマリランド）となった。メイトはイサック氏族のハバル・ガーハジス（ハバル・ユーニス）支族の拠点の一つであり、彼らはメイトの南の山で乳香を得ていた。メイトはアラブ人やグジャラート人に大型皮革を輸出するための拠点であり、その量は15000枚以上で、近隣のヘイスに次いで第2位だった。メイトは西のベルベラとも交易をしており、ダウ船を使って家畜などを取引していた

### 現代
1993年、アメリカとソマリアの主要軍閥の戦闘となり（モガディシュの戦闘）、メイトとラス・コレーにアメリカ軍が上陸している。
アメリカ合衆国国務省の報告書によれば、2008年4月5日、メイト地区で人身売買したとして、7人の業者が逮捕された。
2013年、イギリスで、メイトとベルベラに漁場を作り、マグロ、アカザエビ、イカ、エビ、サメなどを取る事業を起こすことが計画されている。
2020年、イギリス、オランダ、ノルウェーによるミッションで、メイトに導流堤を作ると発表され、建設が進んでいる。この堤が完成すれば、メイト、近隣のヘイスなどに先行投資された冷蔵設備の活用も期待されている。